# Ermita del Santíssim Crist del Calvari
L'ermita del Santíssim Crist del Calvari de Gata de Gorgos és el segon edifici religiós d'importància del poble. Està dedicada al patró, el Santíssim Crist del Calvari. El temple es troba al capdamunt d'un turó als afores de Gata

## Història
La devoció dels gaters cap aquesta imatge té l'origen a les darreries del segle xviii. Segons la tradició, Vicent Mulet, fill de Gata, beneficiat de la Seu i rector de Dénia, en un passeig per les platges d'aquesta, unes llums cridaren la seua atenció, quan s'hi acostà va comprovar que damunt l'aigua surava una petita imatge d'un Crist crucificat. L'endemà va anar al seu poble natal, contant el que havia passat a l'església parroquial. Així, mossén Vicent Mulet impulsà la construcció d'una capella on allotjar i venerar la imatge.
Les obres comencen el 1762 amb la col·laboració i recursos del rector de Dénia, i l'ajuda dels principals llauradors del poble, s'acabaren el 1770 quan l'ermita fou beneïda i s'hi celebra la primera missa.
Des d'aleshores la devoció pel Crist anà augmentant, devoció reforçada pels fets, entre la història i la llegenda, de l'any 1812. Durant la Guerra del Francés amb les tropes pròximes a Gata, molta gent optà per amagar-se a l'interior de l'ermita. Els soldats es trobaren amb un poble buit, i en veure l'ermita decidiren acostar-se. A pocs metres de l'edifici, un arbre blanc (una espècie d'àlber, tallat durant la guerra civil per a aprofitar la llenya) comença a moure's ràpidament i a despendre un fort resplendor que cegà els soldats i esglaià als cavalls, fets que provocaren la seua fugida.
El 1886 el rector Joan Martínez Blasco impulsà la construcció del primer cementeri (fins aleshores els morts se soterraven al fossar adjacent de l'església). El lloc escollit fou el vessant del tossal on s'ubica l'ermita. I aprofitant aquestes obres descidí ampliar l'edifici que ens ocupa, ja que per aleshores ja es considerava el Crist com el patró del poble i s'havia quedat menuda.
El 1905 es construeixen les catorze capelletes o estacions del Via Crucis. El rector d'aleshores, mossén Antoni Gómez demanà el permís a l'arquebisbat: ...Suplica a S.I. se digne conceder licencia para erigir el Via Crucis público en el camino de la hermita del Santíssimo Cristo en el Pueblo de Gata. Gracia que espera obtener de la bondad de S.I. que Dios guarde muchos años El mateix any es farà l'espadanya que corona la façana i allotja la campana.
La bonança econòmica dels anys vint afavorí que el rector Joaquim Alonso rebera almoines per ornamentar l'interior del temple, fet que es produí el 1927. El 1933 consta que a més del titular existien imatges de l'Ecce Homo, la Mare de Déu dels Dolors i Sant Miquel.
Durant la guerra es destruïren totes les imatges i ornaments i l'edifici va funcionar com a hospital i dependències benèfiques per als malparats en la guerra. Dos acòlits, Fernando Soler i José Vives, pujaren fins a l'ermita i trobaren la figura del Crist partida en diversos trossos, es repartiren els fragments i l'amagaren. Acabada la guerra, Jaume Mulet va dur la imatge a València i costejà la restauració. El 24 de juliol del mateix any l'arquebisbe autoritza al rector Alejo Sendra la benedicció de la imatge, i el 1941 es consagra la taula de l'altar. El 1952 es beneïren les catorze noves estacions del calvari, també destruïdes a la guerra.
La reforma més important de l'edifici es dugué a terme l'any 1974. El rector Manuel Frasés va promoure una junta prorestauració, aconseguint fons suficients per a realitzar l'obra. Aquesta fou dirigida pels aparelladors Amador Signes i Vicent Soler. Les principals actuacions foren la demolició i posterior reconstrucció del sostre i teulada, instal·lació de llum elèctrica, el picat i lluïment dels murs, obertura de buits per a les vidrieres, el basament i els capitells dels pilars, un nou paviment, la construcció de la vorera que envolta l'edifici, etc. El total de l'obra costà un milió de pessetes de l'època, acabada l'obra, el rector publicà una carta d'agraïment a tot el poble.

## Descripció arquitectònica

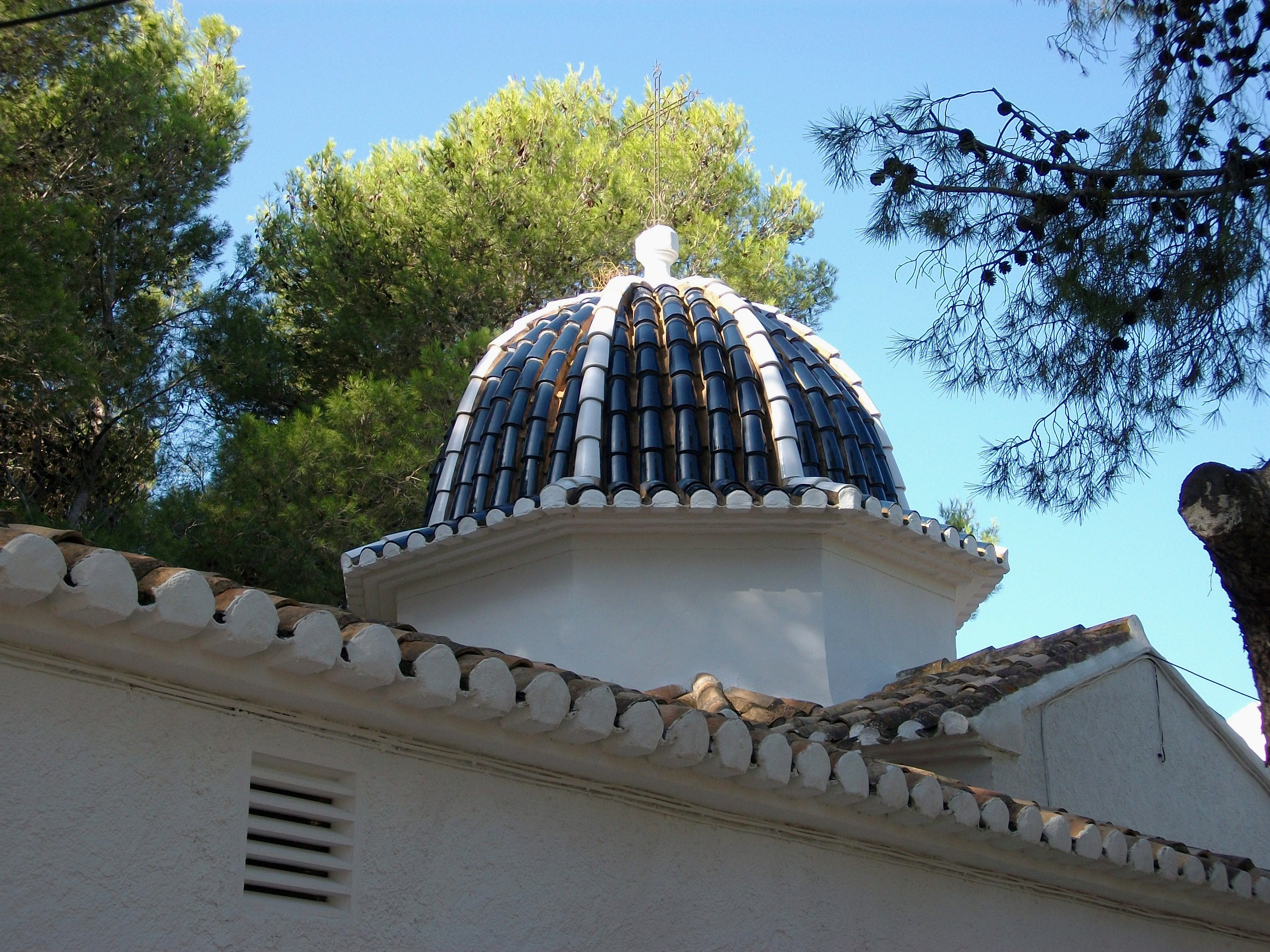
Cúpula de l'ermita

L'estructura de l'ermita és la d'una església a escala reduïda, amb una nau al centre i dues laterals, a més de dues estances allargades al costat del presbiteri. Darrere aquest està la sagristia i una altra estança utilitzada com a magatzem dels utensilis emprats en l'ermita i les processons. Cinc pilars a cada costat de la nau articulen l'interior i subjecten l'entaulament des d'on parteix la volta de canó amb arcs faixons. Les pilastres adossades als pilars tenen un capitell en forma de cassetó amb una creu eculpida.
Entre el segon i tercer pilar s'alça una cúpula sense llanterna amb un tambor amb l'òculs cegats i pilastres acanalades. Entre els mateixos pilars hi ha arcs de mig punt que configuren les menudes capelles laterals de l'entrada i faciliten la comunicació amn les estances laterals, les quals estan recorregudes a la part inferior per un banc de pedra.
A les capelles laterals de l'entrada se situen les imatges del Sant Sepulcre, i sobre una peanya menuda la de Sant Ramon, a l'altra la Mare de Déu dels Dolors i un Sant Peregrí Lazioni. Al presbiteri està la taula de l'altar i darrere la imatge del Santíssim Crist del Calvari dins d'un templet daurat sobre un núvols amb querubins i subjectat per dos àngels.
A l'exterior observem una façana senzilla i rústica, amb una porxada de tres arcs de mig punt de pedra. Sobre l'arc principal està situada l'última estació del Via Crucis. I rematant-ho tot està l'espadanya amb la campana.